# Marinos de Oriente
Marinos de Oriente es un equipo profesional del baloncesto venezolano que a partir de la temporada 2024 tiene como sede la ciudad de Maturín, estado Monagas. 
Compiten en la Conferencia Oriental de la Superliga Profesional de Baloncesto (SPB) y disputan sus partidos como locales en el gimnasio Gilberto "Roque" Morales
Cuenta con 11 títulos de campeón, siendo el equipo más ganador en la historia del baloncesto profesional venezolano junto a Trotamundos de Carabobo.

## Historia
Fue fundado el 4 de junio de 1976 por Domingo Cirigliano, quien fue su primer presidente, Florentino González, Raúl Díaz y un grupo de profesionales de diversas disciplinas con sede en Puerto La Cruz, estado Anzoátegui para participar en la Liga Especial de Baloncesto de Venezuela. Su primer nombre fue Caribes de Anzoátegui, siendo sus primeros importados los estadounidenses Charles Count y Kent Buchanan. 
En 1981 pasó a llamarse Carteros de Oriente.para luego mudar su sede a Cumaná, estado Sucre, llamándose Marinos de Sucre, para posteriormente regresar a Puerto La Cruz bajo el nombre de Marinos de Oriente. En el 1993 bajo la presidencia de Domingo Cirigliano, Marinos de Oriente conjuntamente con 6 organizaciones del baloncesto nacional, fundó la Liga Profesional de Baloncesto de Venezuela, conocida como la LPB, convirtiéndose en el primer campeón en su primera temporada en el año 1993 ganando una final muy disputada a Trotamundos de Carabobo.
En el año 2005 adoptó el nombre de Marinos de Anzoátegui, nombre que tomó hasta noviembre de 2023 donde volvió a la denominación de Marinos de Oriente.

## Pabellón
El Gimnasio Gilberto Roque Morales es un domo o pabellón multiusos ubicado en el Municipio Maturín de la ciudad venezolana del mismo nombre, capital del oriental Estado Monagas. Forma parte del Complejo Polideportivo de Maturín. Tiene una capacidad para albergar hasta 3500 espectadores.

## Records
| Años            | Descripción |
| --------------- | --- |
| 1976            | 28 asistencias en un juego del jugador Leopoldo Bompart. |
| 1991            | (19-0) 19 primeros juegos de la temporada ganados de forma consecutiva.                                                                                          |
| 1991            | (21-0) Invictos en la totalidad de los juegos disputados de local en temporada regular.                                                                          |
| 1991            | (23-0) 23 juegos consecutivos ganados en casa entre temporada regular y semifinal.                                                                               |
| 1996            | 23 rebotes en un juego del jugador Omar Walcott el 3 de marzo vs. Trotamundos en Puerto La Cruz                                                                  |
| 1995 hasta 2017 | 23 temporadas consecutivas clasificando a los playoffs. |
| 2017            | 15 triples del jugador Isaiah Swann jugando de visitante vs. Gaiteros del Zulia                                                                                  |
| 2009 hasta 2015 | 7 finales disputadas de manera consecutiva |
| 2003 al 2005    | Primer Tricampeón de la LPB |
| 2005 al 2017    | 37 victorias consecutivas en casa contra el mismo rival (Guaros de Lara) entre temporadas regulares y playoffs.                                                  |
| 1998 hasta 2015 | Jugador con más tíitulos con la misma camiseta, Oscar Torres (8) con Marinos de Oriente/Anzoáategui, temporadas 1998, 2003, 2005, 2009, 2011, 2012, 2014 y 2015. |

.

## Así Fueron las 19 Victorias
| Fecha               | Sede           | Rival                    | Resultado |
| ------------------- | -------------- | ------------------------ | --------- |
| 9 de marzo de 1991  | PLC            | Cocodrilos de Caracas    | 110-92    |
| 10 de marzo de 1991 | PLC            | Cocodrilos de Caracas    | 95-90     |
| 11 de marzo de 1991 | PLC            | Cocodrilos de Caracas    | 104-93    |
| 13 de marzo de 1991 | PLC            | Toros de Aragua          | 100-87    |
| 14 de marzo de 1991 | PLC            | Toros de Aragua          | 103-100   |
| 15 de marzo de 1991 | PLC            | Toros de Aragua          | 101-94    |
| 21 de marzo de 1991 | Guanare        | Bravos de Portuguesa     | 121-120   |
| 22 de marzo de 1991 | Guanare        | Bravos de Portuguesa     | 115-103   |
| 23 de marzo de 1991 | Guanare        | Bravos de Portuguesa     | 131-114   |
| 1 de abril de 1991  | PLC            | Trotamundos de Carabobo  | 122-115   |
| 2 de abril de 1991  | PLC            | Trotamundos de Carabobo  | 102-88    |
| 3 de abril de 1991  | PLC            | Trotamundos de Carabobo  | 110-99    |
| 5 de abril de 1991  | PLC            | Bravos de Portuguesa     | 118-87    |
| 6 de abril de 1991  | PLC            | Bravos de Portuguesa     | 114-100   |
| 7 de abril de 1991  | PLC            | Bravos de Portuguesa     | 90-87     |
| 12 de abril de 1991 | Parque Miranda | Panteras de Miranda      | 111-108   |
| 13 de abril de 1991 | Parque Miranda | Panteras de Miranda      | 115-102   |
| 14 de abril de 1991 | Parque Miranda | Panteras de Miranda      | 96-94     |
| 22 de abril de 1991 | La Asunción    | Guaiqueríes de Margarita | 109-94    |

## Jugadores

### Plantilla 2025
| Num                | Nac.                               | Jugador             | Pos          | Altura       | Edad        |
| 00                 | Bandera de Venezuela               | Danny Arias         | Pivot        | 1,97m        | 27 años     |
| 0                  | Bandera de Venezuela               | Edwin Mijares       | Base         | 1,86m        | 32 años     |
| 03                 | Bandera de Estados Unidos          | Michael Bryson      | Escolta      | 1,93m        | 30 años     |
| 04                 | Bandera de Venezuela               | Fernando Requena    | Escolta      | 1,89m        | 23 años     |
| 05                 | Bandera de Venezuela               | Humberto Bompart    | Base         | 1,83m        | 31 años     |
| 06                 | Bandera de Venezuela               | Elvis Báez          | Escolta      | 1,91m        | 35 años     |
| 08                 | Bandera de Venezuela               | Fernando Lucena     | Escolta      | 1,86m        | 38 años     |
| 09                 | Bandera de Venezuela               | Heldrin Guillent    | Base         | 1,80m        | 26 años     |
| 10                 | Bandera de Venezuela               | Carlos Lemus        | Base Escolta | 1.90m        | 24 años     |
| 13                 | Bandera de Venezuela               | Axiers Sucre        | Alero        | 1,98m        | 46 años     |
| 16                 | Bandera de Venezuela               | Jorge Morloy        | Base Escolta | 1,83m        | 22 años     |
| 17                 | Bandera de Venezuela               | Morris Sierralta    | Escolta      | 1,98m        | 36 años     |
| 19                 | Bandera de Cabo Verde              | Víctor Andrade      | Ala-Pivot    | 2,04m        | 24 años     |
| 19                 | Bandera de Estados Unidos          | Gabe DeVoe          | Base         | 1,91m        | 29 años     |
| 20                 | Bandera de Venezuela               | Luis Bethelmy       | Alero        | 2,00m        | 38 años     |
| 23                 | Bandera de Estados Unidos          | Wesley Saunders     | Alero        | 1,96m        | 31 años     |
| 25                 | Bandera de Venezuela               | Juan Mejías         | Base         | 1,84m        | 30 años     |
| 29                 | Bandera de Venezuela               | Jean Payén          | Alero        | 1,93m        | 22 años     |
| 32                 | Bandera de Estados Unidos          | Shawn Jones         | Pivot        | 2,06m        | 32 años     |
| 32                 | Bandera de Estados Unidos          | Chauncey Collins    | Base         | 1,85m        | 30 años     |
| 33                 | Bandera de Venezuela               | Michael Carrera     | Alero        | 1,96m        | 32 años     |
| 34                 | Bandera de Estados Unidos          | Chris Evans         | Pivot        | 2,03m        | 34 años     |
| 35                 | Bandera de Venezuela               | Christian Centeno   | Alero        | 1,98m        | 28 años     |
| 41                 | Bandera de Venezuela               | Juan Fontena        | Ala-Pivot    | 1.96m        | 38 años     |
| 42                 | Bandera de la República Dominicana | Luis Santos         | Pivot        | 2,03m        | 30 años     |
| 44                 | Bandera de Estados Unidos          | Marlon Johnson      | Ala-Pivot    | 2,08m        | 31 años     |
| 45                 | Bandera de Estados Unidos          | Steve Taylor Jr.    | Ala-Pivot    | 2,06m        | 32 años     |
| 50                 | Bandera de Estados Unidos          | Marcus Thomas       | Escolta      | 1,91m        | 30 años     |
| 55                 | Bandera de Estados Unidos          | Tony Farmer         | Ala-Pivot    | 2,01m        | 30 años     |
| 88                 | Bandera de Venezuela               | Jesús Centeno       | Base         | 1,88m        | 39 años     |
| 92                 | Bandera de Venezuela               | Pablo Jordan        | Alero        | 2,01m        | 22 años     |
|                    | Bandera de Venezuela               | Miguel Fernández    | Alero        | 1,95m        | 32 años     |
|                    | Bandera de Venezuela               | Luis Lugo           | Alero        | 1,86m        | 27 años     |
| Entrenador Etapa 1 | Bandera de Chile                   | Claudio Jorquera    | 33 Juegos    | 19 Victorias | 14 Derrotas |
| Entrenador Etapa 2 | Bandera de Venezuela               | Iván García         | 9 Juegos     | 3 Victorias  | 6 Derrotas  |
| Asistente          | Bandera de Venezuela               | José Arias          |              |              |             |
| Asistente          | Bandera de España                  | Arnau Ferreres      |              |              |             |
| Asistente          | Bandera de Venezuela               | Leonardo Colmenares |              |              |             |
| Asistente          | Bandera de Venezuela               | Enrique Cheng       |              |              |             |
| Médico             | Bandera de Venezuela               | Edilio Díaz         |              |              |             |
| Kinesiólogo        | Bandera de Venezuela               | Wilmer Sánchez      |              |              |             |
| Preparador Físico  | Bandera de Venezuela               | Luis Delgado        |              |              |             |
| Preparador Físico  | Bandera de Venezuela               | José Guacarán       |              |              |             |
| Utilero            | Bandera de Venezuela               | Leonel Díaz         |              |              |             |
| Utilero            | Bandera de Venezuela               | Tomás González      |              |              |             |
| Utilero            | Bandera de Venezuela               | Alexander Rosas     |              |              |             |

## Palmarés
- Superliga Profesional de Baloncesto (11): 1991, 1993, 1998, 2003, 2004, 2005, 2009, 2011, 2012, 2014, y 2015.
  - Subcampeón (6): 1990, 1995, 1996, 2010, 2013 y 2017.

| Temporada | Liga          | Campeón                  | Subcampeón               | Serie | Título | JMV             |
| --------- | ------------- | ------------------------ | ------------------------ | ----- | ------ | --------------- |
| 1990      | Liga Especial | Cardenales de Portuguesa | Marinos de Oriente       | 4-3   |        |                 |
| 1991      | Liga Especial | Marinos de Oriente       | Guaiqueríes de Margarita | 4-2   | 1      | No se entregaba |
| 1993      | LPB           | Marinos de Oriente       | Trotamundos de Carabobo  | 4-3   | 2      | No se entregaba |
| 1995      | LPB           | Panteras de Miranda      | Marinos de Oriente       | 4-3   |        |                 |
| 1996      | LPB           | Gaiteros del Zulia       | Marinos de Oriente       | 4-3   |        |                 |
| 1998      | LPB           | Marinos de Oriente       | Trotamundos de Carabobo  | 4-2   | 3      | Mario Donaldson |
| 2003      | LPB           | Marinos de Oriente       | Gaiteros del Zulia       | 4-3   | 4      | Shelly Clark    |
| 2004      | LPB           | Marinos de Oriente       | Gaiteros del Zulia       | 4-2   | 5      | Johan Piñero    |
| 2005      | LPB           | Marinos de Anzoátegui    | Guaros de Lara           | 4-1   | 6      | Héctor Romero   |
| 2009      | LPB           | Marinos de Anzoátegui    | Cocodrilos de Caracas    | 4-3   | 7      | Héctor Romero   |
| 2010      | LPB           | Cocodrilos de Caracas    | Marinos de Anzoátegui    | 4-2   |        |                 |
| 2011      | LPB           | Marinos de Anzoátegui    | Cocodrilos de Caracas    | 4-1   | 8      | Donta Smith     |
| 2012      | LPB           | Marinos de Anzoátegui    | Trotamundos de Carabobo  | 4-2   | 9      | Axiers Sucre    |
| 2013      | LPB           | Cocodrilos de Caracas    | Marinos de Anzoátegui    | 4-3   |        |                 |
| 2014      | LPB           | Marinos de Anzoátegui    | Trotamundos de Carabobo  | 4-3   | 10     | Aaron Harper    |
| 2015      | LPB           | Marinos de Anzoátegui    | Guaros de Lara           | 4-1   | 11     | Gregory Vargas  |
| 2017      | LPB           | Guaros de Lara           | Marinos de Anzoátegui    | 4-2   |        |                 |

| Temporada | Liga          | Nombre Oficial        | Record | Posición                 | Máxima Etapa Alcanzada                 |
| --------- | ------------- | --------------------- | ------ | ------------------------ | -------------------------------------- |
| 2025      | SPB           | Marinos de Oriente    | 15-9   | 1er Lugar Grupo Oriental | 4to Lugar Super 4                      |
| 2024      | SPB           | Marinos de Oriente    | 16-8   | 3er Lugar Grupo 2        | 5to Lugar Super Ronda                  |
| 2023      | SPB           | Marinos de Anzoátegui | 7-19   | 9no Lugar Grupo Oriental | Temporada Regular                      |
| 2022      | SPB           | Marinos de Anzoátegui | 5-19   | 4to Lugar Grupo Oriental | Temporada Regular                      |
| 2021      | SuperLiga     | Marinos de Anzoátegui | 0-0    | No Ranking               | Sin Participación                      |
| 2020      | SuperLiga     | Marinos de Anzoátegui | 0-0    | No Ranking               | Sin Participación                      |
| 2019      | COPA LPB      | Marinos de Anzoátegui | 5-10   | 4to Lugar Grupo Oriental | Temporada Regular                      |
| 2018      | LPB           | Marinos de Anzoátegui | 3-13   | 5to Lugar Grupo Oriental | Temporada Regular                      |
| 2017      | LPB           | Marinos de Anzoátegui | 19-17  | 2do Lugar Grupo Oriental | Subcampeón vs. Guaros (2-4)            |
| 2016      | LPB           | Marinos de Anzoátegui | 21-15  | 1er Lugar Grupo Oriental | Semifinal vs. Bucaneros (1-4)          |
| 2015      | LPB           | Marinos de Anzoátegui | 28-8   | 1er Lugar                | CAMPEON vs. Guaros (4-1)               |
| 2014      | LPB           | Marinos de Anzoátegui | 26-10  | 1er Lugar                | CAMPEON vs. Trotamundos (4-3)          |
| 2013      | LPB           | Marinos de Anzoátegui | 40-14  | 1er Lugar                | Subcampeón vs. Cocodrilos (3-4)        |
| 2012      | LPB           | Marinos de Anzoátegui | 28-8   | 1er Lugar                | CAMPEON vs. Trotamundos (4-2)          |
| 2011      | LPB           | Marinos de Anzoátegui | 32-12  | 2do Lugar                | CAMPEON vs. Cocodrilos (4-1)           |
| 2010      | LPB           | Marinos de Anzoátegui | 25-11  | 2do Lugar                | Subcampeón vs. Cocodrilos (2-4)        |
| 2009      | LPB           | Marinos de Anzoátegui | 29-15  | 3er Lugar                | CAMPEON vs. Cocodrilos (4-3)           |
| 2008      | LPB           | Marinos de Anzoátegui | 31-23  | 6to Lugar                | Semifinal vs. Cocodrilos (3-4)         |
| 2007      | LPB           | Marinos de Anzoátegui | 26-16  | 2do Lugar                | Tercios de Final vs. Guaiqueríes (1-4) |
| 2006      | LPB           | Marinos de Anzoátegui | 26-16  | 2do Lugar                | Tercios de Final vs. Gaiteros (1-4)    |
| 2005      | LPB           | Marinos de Anzoátegui | 32-10  | 1er Lugar                | CAMPEON vs. Guaros (4-1)               |
| 2004      | LPB           | Marinos de Oriente    | 17-11  | 1er Lugar                | CAMPEON vs. Gaiteros (4-2)             |
| 2003      | LPB           | Marinos de Oriente    | 20-8   | 1er Lugar                | CAMPEON vs. Gaiteros (4-3)             |
| 2002      | LPB           | Marinos de Oriente    | 21-18  | 4to Lugar                | Semifinal vs Panteras (1-4)            |
| 2001      | LPB           | Marinos de Oriente    | 34-22  | 2do Lugar                | Tercios de Final vs. Gaiteros          |
| 2000      | LPB           | Marinos de Oriente    | 39-17  | 1er Lugar                | Semifinal vs. Cocodrilos (3-4)         |
| 1999      | LPB           | Marinos de Oriente    | 36-20  | 2do Lugar                | Tercios de Final vs. Trotamundos (1-3) |
| 1998      | LPB           | Marinos de Oriente    |        | 1er Lugar                | CAMPEON vs. Trotamundos (4-2)          |
| 1997      | LPB           | Marinos de Oriente    |        | 4to Lugar                | Semifinal vs Cocodrilos (1-4)          |
| 1996      | LPB           | Marinos de Oriente    | 26-16  | 2do Lugar                | Subcampeón vs. Gaiteros (3-4)          |
| 1995      | LPB           | Marinos de Oriente    |        | 2do Lugar                | Subcampeón vs. Panteras (3-4)          |
| 1994      | LPB           | Marinos de Oriente    | 23-19  | 5to Lugar                | Temporada Regular                      |
| 1993      | LPB           | Marinos de Oriente    | 31-11  | 1er Lugar                | CAMPEON vs. Trotamundos (4-3)          |
| 1992      | Liga Especial | Marinos de Oriente    | 22-20  | 5to Lugar                | Temporada Regular                      |
| 1991      | Liga Especial | Marinos de Oriente    | 34-8   | 1er Lugar                | CAMPEON vs. Guaiqueríes (4-2)          |
| 1990      | Liga Especial | Marinos de Oriente    | 25-17  | 2do Lugar                | Subcampeón vs. Portuguesa (3-4)        |
| 1989      | Liga Especial | Marinos de Oriente    |        | 4to Lugar                | Semifinal vs. Trotamundos              |
| 1988      | Liga Especial | Marinos de Oriente    |        |                          |                                        |
| 1987      | Liga Especial | Marinos de Oriente    |        |                          |                                        |
| 1986      | Liga Especial | Marinos de Sucre      |        |                          |                                        |
| 1985      | Liga Especial | Caribes de Anzoátegui |        |                          |                                        |
| 1984      | Liga Especial | Caribes de Anzoátegui |        |                          |                                        |
| 1983      | Liga Especial | Caribes de Anzoátegui |        |                          | Semifinal vs. Gaiteros (3-4)           |
| 1982      | Liga Especial | Carteros de Oriente   |        |                          |                                        |
| 1981      | Liga Especial | Carteros de Oriente   |        |                          |                                        |
| 1980      | Liga Especial | Caribes de Anzoátegui |        |                          |                                        |
| 1979      | Liga Especial | Caribes de Anzoátegui |        |                          |                                        |
| 1978      | Liga Especial | Caribes de Anzoátegui |        |                          |                                        |
| 1977      | Liga Especial | Caribes de Anzoátegui |        |                          |                                        |
| 1976      | Liga Especial | Caribes de Anzoátegui | 5-15   |                          | Temporada Regular                      |

## Camisetas Retiradas
| Número | Nombre                                       | Temporadas Jugadas            |
| 1      | Lic. Domingo Cirigliano                      | 1976 - 2009                   |
| 2      | Ernesto Mijares                              | 2003 - 2006, 2011 - 2014      |
| 7      | Nelson "Kako" Solórzano                      | 1993 - 1996                   |
| 11     | Víctor "El Brujo" Mora                       | -                             |
| 12     | Luis Sosa                                    | -                             |
| 15     | José "Cheíto" Ramos                          | 1991 - 1997                   |
| 21     | Harold Keeling                               | 1991, 1993, 1998, 2000 - 2003 |
| 22     | Leopoldo Bompart                             | 1976 - ?                      |
| 24     | Omar Alejandro Walcott                       | 1991, 1993, 1996 - 1999       |
| 99     | Antonia Evangelista Ruíz "Toquita" de Mejías | 1976 - 2020                   |

## Premios Novato del Año
| Temporada | Nombre                      |
| 1990      | Gabriel Alejandro Bottalico |
| 1991      | José "Cheíto" Ramos         |
| 1998      | Oscar Torres                |
| 2003      | Lorenzo Williams            |
| 2024      | Carlos Lemus                |

## Premios Entrenadores del Año
| Temporada | Nombre              |
| 2000      | Jamie Dixon         |
| 2003      | Jorge Arrieta       |
| 2007      | Miguel Angel Da Luz |
| 2012      | Jorge Arrieta       |

## Premios de Jugadores Más Valiosos en Una Temporada
| Temporada | Nombre           |
| 1991      | Charles Bradley  |
| 1995      | Andrew Moten     |
| 1998      | Leon Trimminghan |
| 2014      | Aaron Harper     |

## Otros Premios
| Temporada | Nombre           | Premio                    |
| 2000      | Tomás Aguilera   | Sexto Hombre del Año      |
| 2002      | Tomás Aguilera   | Sexto Hombre del Año      |
| 2003      | Daniel Domínguez | Sexto Hombre del Año      |
| 2005      | Axiers Sucre     | Sexto Hombre del Año      |
| 2009      | Gregory Vargas   | Sexto Hombre del Año      |
| 2010      | Gianni Patino    | Gerente del Año           |
| 2013      | Oscar Torres     | Jugador Defensivo del Año |